# Outbreak
Outbreak (bra: Epidemia; prt: Outbreak - Fora de Controlo, ou Fora de Controlo) é um filme estadunidense de 1995, dos gêneros drama, ação, ficção científica e suspense, dirigido por Wolfgang Petersen, com roteiro de Laurence Dworet e Robert Roy Pool vagamente baseado no livro de não ficção de Richard Preston, The Hot Zone.
Estrelado por Dustin Hoffman, Rene Russo e Morgan Freeman, o filme apresenta a história da disseminação de um novo vírus que fora mantido em segredo pelo governo americano para ser utilizado como arma biológica, focando em um surto de um vírus fictício do tipo Ebola, Motaba, no Zaire e depois em uma pequena cidade nos Estados Unidos. É definido principalmente no Instituto de Pesquisa Médica do Exército dos Estados Unidos sobre Doenças Infecciosas, nos Centros de Controle e Prevenção de Doenças e na cidade fictícia de Cedar Creek, na Califórnia. O enredo de Outbreak especula como as agências militares e civis poderiam ir tão longe para conter a propagação de uma doença mortal e contagiosa.
O filme, lançado em 10 de março de 1995 pela Warner Bros., foi um sucesso de bilheteria e Spacey ganhou dois prêmios por sua performance. Um surto real do vírus Ebola estava ocorrendo no Zaire quando o filme foi lançado. Está disponível no catálogo da Netflix.

## Sinopse
Um vírus desconhecido extermina a população e os animais de uma pequena tribo no Zaire, no ano de 1967, o governo então decide criar a operação "Limpeza Total", onde um avião lança uma bomba no acampamento no qual as pessoas estavam contaminadas. Porém, alguns macacos conseguiram fugir. Um macaco, portador do vírus, é contrabandeado para a pequena cidade fictícia de Cedar Creek, na Califórnia, e contaminam o jovem Jimbo (Patrick Dempsey). Em pouco tempo, a doença começa a mostrar sinais de que está se espalhando a uma velocidade assustadora. Ao lado de sua ex-esposa, Dra. Robby Keough (Rene Russo), o Dr. Daniels (Dustin Hoffman) luta contra o tempo para descobrir o antídoto. Durante o filme, várias pessoas de sua equipe de pesquisas são infectadas, o que provoca pânico e a necessidade de acabar com o vírus o mais rápido possível, de uma vez por todas.

## Elenco
- Dustin Hoffman como cel. Sam Daniels
- Rene Russo como dra. Roberta "Robby" Keough
- Morgan Freeman como brig. General Billy Ford
- Donald Sutherland como mj.-gen. Donald "Donnie" McClintock
- Kevin Spacey como tte.-cel. Casey Schuler
- Cuba Gooding Jr. como mj. Salt
- Patrick Dempsey como James "Jimbo" Scott
- Zakes Mokae como dr. Benjamin Iwabi
- Malick Bowens como dr. Raswani
- Susan Lee Hoffman como dra. Lisa Aronson
- Benito Martinez como dr. Julio Ruiz
- Bruce Jarchow como dr. Mascelli
- Leland Hayward III como Henry Seward
- Daniel Chodos como Rudy Alvarez
- Dale Dye como tte.-cel. Briggs
- Kara Keough como Kate Jeffries
- Gina Menza como sra. Jeffries
- Per Didrik Fasmer como sr. Jeffries
- Maury Sterling como piloto do Sandman One
- Michael Emanuel como copiloto do Sandman One
- Kellie Overbey como Alice
- J. T. Walsh como Chefe de Gabinete da Casa Branca

## Produção
Cenas em "Cedar Creek" foram filmadas em Ferndale, Califórnia, onde tanques e helicópteros eram uma característica comum da vida diária durante quase dois meses de filmagem. Outros locais utilizados foram Dugway Proving Ground e Kauai.
A produtora Lynda Obst afirmou que foi devido à produção de Outbreak que sua adaptação cinematográfica de The Hot Zone foi abandonada pela 20th Century Fox, apesar de ter, em suas palavras, "o melhor pacote e... o melhor roteiro". Ela também alegou que o diretor Wolfgang Petersen tentou convencer Robert Redford, que já foi escalado para o seu filme, a fazer parte de Outbreak, baseado no chamado de Redford para ela. Obst acabaria tendo sucesso em sua adaptação do livro, mas tendo luz verde como uma minissérie da National Geographic, agora prevista para estrear em maio de 2019.

## Lançamento

### Bilheteria
Outbreak estreou no topo da lista de bilheteria dos Estados Unidos em sua semana de estreia com ganhos de US$13,420,387, e passou três semanas em primeiro lugar antes do lançamento de Tommy Boy. O filme, que arrecadou US$67,659,560 no mercado interno e US$122,200,000 no exterior, foi um sucesso comercial.

### Recepção crítica
Outbreak recebeu críticas mistas. De acordo com Rotten Tomatoes, 57% dos 44 críticos deram ao filme uma avaliação positiva para uma média de classificação de 5,6 de 10. O consenso afirma: "Um drama de desastre completamente frustrante e descontrolado, Outbreak revela-se apenas ligeiramente contagioso e deixa poucos efeitos colaterais duradouros". Os públicos pesquisados pelo CinemaScore deram ao filme uma nota média de "A-" na escala A+ a F.
Roger Ebert do Chicago Sun-Times deu a ele três e meio de quatro estrelas, chamando a premissa de Outbreak de "uma das grandes histórias assustadoras do nosso tempo, a noção de que nas profundezas das florestas tropicais, doenças mortais estão à espreita, e se algum dia escaparem de suas casas na selva e entrarem na corrente sanguínea humana, haverá uma nova praga como a que nunca vimos". Rita Kempley do The Washington Post também gostou do enredo do filme: "Outbreak é um assovio absoluto graças principalmente ao ritmo violento do diretor Wolfgang Petersen e ao grande cuidado que ele traz para estabelecer a história e suas probabilidades".
David Denby escreveu para a revista New York que, embora as cenas de abertura fossem bem feitas, "em algum lugar no meio ... Outbreak cai de um penhasco" e se torna "lamentavelmente convencional". Janet Maslin, do The New York Times, também considerou o assunto do filme convincente, mas seu tratamento foi ineficaz: "A superficialidade do filme também contribui para a impressão de que nenhum problema é espinhoso demais para ser resolvido por filmes de heroísmo".

### Prêmios
- Associação de Críticos de Nova Iorque: Kevin Spacey – Melhor Ator Coadjuvante (venceu)[25]
- Society of Texas Film Critics Awards: Kevin Spacey – Melhor Ator Coadjuvante (venceu) – Também inclui o trabalho de Spacey em Se7en e The Usual Suspects[26][27]